# Maman

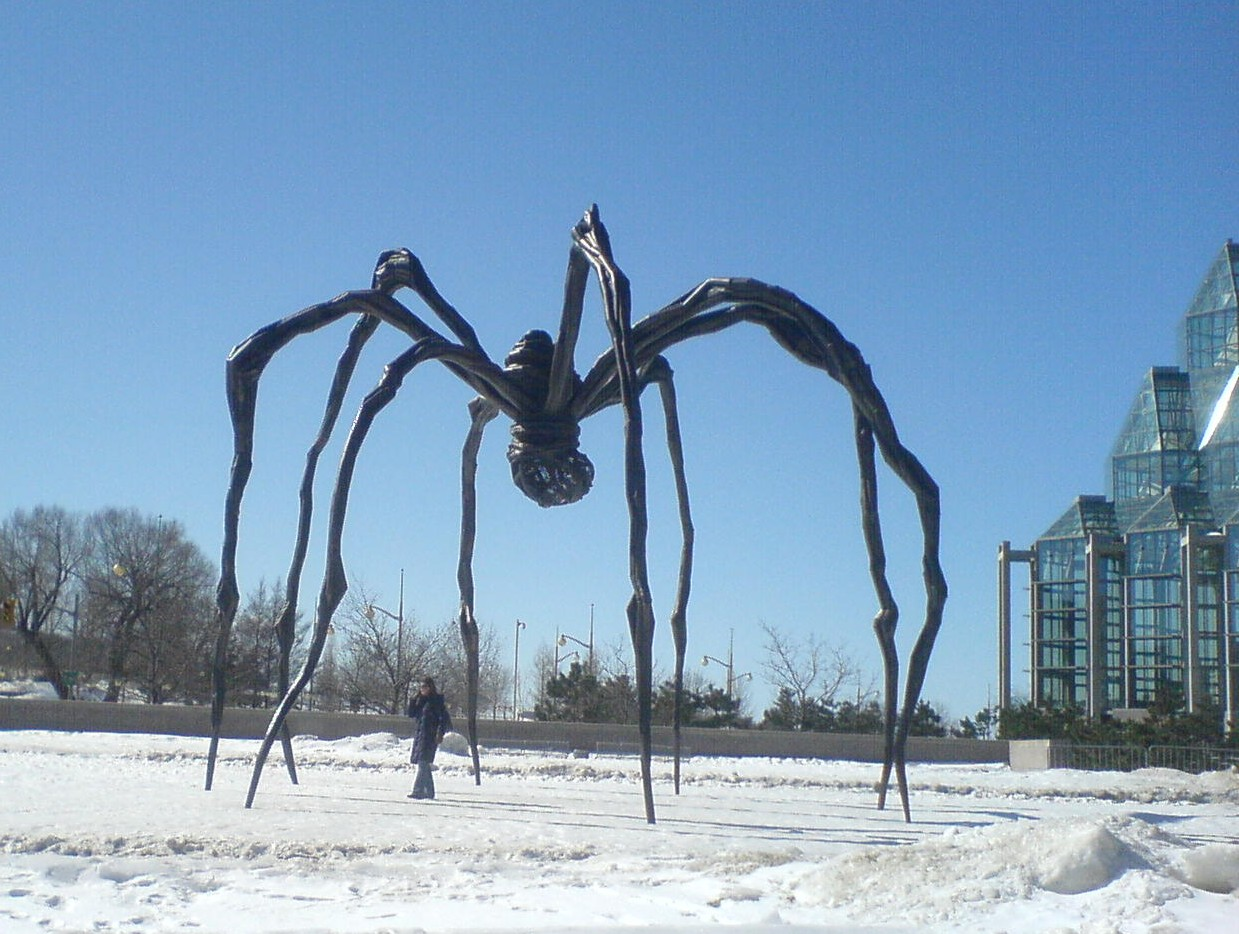
Maman permanent utställd utanför National Gallery of Canada i Ottawa.

Maman är en skulptur av Louise Bourgeois.
Maman, som skapades 1999, är den sista i en serie skulpturer av spindlar av Louise Bourgeois från 1990-talet. En del av dessa är liksom Maman i kolossalformat, en del små som de i Église Louise Bourgeois i Bonneux i Frankrike. Maman, som är den största skulpturen Louise Bourgeois gjort, är 9,3 meter hög och har ett avstånd mellan benen som mest på 10,2 meter.
Det första exemplaret tillverkades i stål och ställdes ut år 2000 i turbinhallen i Tate Modern i London som en del i museets invigningsutställningar. Den blev då en publikframgång, innehades av Tate Modern på långlån och ställdes åter ut i turbinhallen år 2004. Vid årsskiftet 2007/08 donerades Maman till museet av Louise Bourgeois och en anonym givare och placerades i museiparken. Efter originalet har det gjutits en upplaga av sex exemplar i brons, som är placerade vid eller i:
- Guggenheimmuseet, Bilbao i Spanien
- Leeum, Samsung Museum of Art, Seoul i Sydkorea
- Mori Art Center, Tokyo i Japan
- National Gallery of Canada, Ottawa i Kanada[2]
- National Convention Centre, Doha i Qatar[3]
- Kenper Museum of Contemporary Art, Kansas City, Missouri, USA[4]

Maman har visats på många platser runt världen, till exempel i Wanås skulpturpark 2007. Under våren 2015 kom Maman till Stockholm i samband med en utställning över Louise Bourgeois på Moderna museet.
Maman är en gestaltning av en spindelhona, som bär sina ägg (26 vita marmorägg) i en korg under kroppen. Bilden är ambivalent, samtidigt beskyddande och skrämmande. Louise Bourgeois har själv beskrivit verket som ett äreminne över hennes mamma, som också var väverska.:
| ”                  | Denna spindel är en hyllning till min mamma. Hon var min bästa väninna. I likhet med en spindel var min mamma en väverska. I likhet med en spindel var min mamma mycket begåvad. Spindlar är vänliga varelser som äter myggor. Vi vet att myggor sprider sjukdomar och därför inte är önskvärda. Av det skälet är spindlar nyttiga och beskyddande, precis som min mamma var. | „ |
| – Louise Bourgeois | |   |

## Att läsa mer
- Tove Grönroos: Ett verk blir kosmopolitiskt: Representerar Louise Bourgeois verk Maman någonting universellt?, B-uppsats i Konstvetenskap vårterminen 2007, Södertörns högskola